# 39-й саммит G8
39-й саммит «Большой восьмёрки» (G8) — международная встреча, проходила 17—18 июня 2013 года в курортном городе Лох-Эрн в графстве Фермана, Северная Ирландия (Великобритания)
Это шестой саммит G8, который проводился в Великобритании. Ранее в Великобритании саммиты проводились в Лондоне в 1977, 1984 и 1991 годах, а также в 1998 году в Бирмингеме и в Глендилгсе в 2005 году.
Последний саммит с участием России.

## Участники
- Великобритания

Премьер-министр Дэвид Кэмерон
- Россия

Президент Владимир Путин
- Германия

Федеральный канцлер Ангела Меркель
- Италия

Премьер-министр Энрико Летта
- Канада

Премьер-министр Стивен Харпер
- США

Президент Барак Обама
- Франция

Президент Франсуа Олланд
- Япония

Премьер-министр Синдзо Абэ
- Европейский союз

Председатель Европейского Совета Херман ван Ромпёй
Председатель Европейской Комиссии Жозе Мануэл Баррозу
В 2013 году Алексей Квасов — доверенное лицо (шерпа) руководителя страны-члена «Большой восьмёрки» президента Российской Федерации Владимира Путина

## Повестка дня
Основные темы саммита: конфликт в Сирии, вопросы налоговой политики и создания зоны свободной торговли между США и ЕС.
Приоритеты 39-го саммита G8 под председательством Великобритании обозначены как три «Т» — Transparency (прозрачность), Trade (торговля), Tax (налоги).